# NR Возничего
NR Возничего (лат. NR Aurigae) — одиночная переменная звезда в созвездии Возничего на расстоянии (вычисленном из значения параллакса) приблизительно 19288 световых лет (около 5914 парсеков) от Солнца. Видимая звёздная величина звезды — от +12,5m до +11,8m.

## Характеристики
NR Возничего — красная углеродная пульсирующая полуправильная переменная звезда типа SRB (SRB:) спектрального класса C(N). Эффективная температура — около 3302 К.